# 里吉彩華
里吉 彩華（さとよし あやか、1998年7月29日 - ）は、日本の女優。千葉県船橋市出身。元劇団ひまわり、NASAエンターテイメント所属。

## 出演

### バラエティ
- ピラメキーノ 子役恋物語シーズン4・6・12（テレビ東京）

- とんねるずのみなさんのおかげでした（矢島美容室の後ろで踊っている少年少女集団の一人、2010年1月21日）
- 開け魔法の扉　（コーラス）
- シャキーン　（モノローグ（メイン））
- ココリコミラクルタイプ　（松下由貴の娘役）
- エチカの鏡　（主人公幼少時代）

### テレビドラマ
- 世界の中心で、愛をさけぶ（2004年、TBS） - 上田智世（幼少期） 役
- プロポーズ 世界で一番しあわせな言葉〜episode3 婿入りの日〜（2005年6月29日、日本テレビ） - 林田美紀（幼少期） 役
- ボイスレコーダー〜残された声の記録〜（2005年8月12日、TBS） - 藤田日出男の娘（幼少期） 役
- 菊次郎とさき（テレビ朝日） - クラスメート 役
- 天使の代理人（2010年、フジテレビ） - 主人公の妹（幼少期） 役

### 映画
- 大停電の夜に（2005年11月19日、アスミック・エース） - 国東義一の孫 役

### CM
- パロマ - ナレーション
- 丸美屋「麻婆野菜」 - ナレーション

### PV
- キャノン　メインモデル
- 三井生命保険　主人公娘役
- アイスバーン　メインモデル

### 舞台
- コルチャック先生と子供たち - コロスキャスト
- アリス〜不思議の国の物語（2015年3月24日 - 29日、銀座みゆき館劇場）

### スチール
- 東京書籍 あたらしいせいかつ（教科書モデル）